# Tricoceps infractus
Tricoceps infractus är en insektsart som beskrevs av Jacobi. Tricoceps infractus ingår i släktet Tricoceps och familjen hornstritar. Inga underarter finns listade i Catalogue of Life.